# Henri-Ferdinand Lavanchy
Henri-Ferdinand Lavanchy, né à Reverolle (Suisse) le 9 juillet 1926 et mort le 4 janvier 2012 à Cannes, est un entrepreneur suisse, fondateur de l'entreprise de recrutement et de travail temporaire Adia actuellement filiale du groupe Adecco.

## Biographie
Fils d'instituteur, il suit tout d'abord un apprentissage à la Banque cantonale vaudoise (BCV), avant de créer une fiduciaire à Lausanne en 1955. En 1957, il fonde le bureau d'occupation temporaire (BOP) qui se met, par une annonce, en quête d'employeurs à la recherche de secrétaires, dactylos, facturières, guichetiers, etc. L'entreprise, renommée Adia interim en 1959, se développe pour s'implanter dans huit pays en Europe ainsi qu'aux États-Unis et au Brésil à la fin des années 1970.
À l'âge de 60 ans, il cède la majorité du capital à un groupe de cadres. Grâce à sa fortune, il achète alors le domaine de Bonmont à Chéserex ou il aménage un golf de luxe.  Il investit aussi à l'étranger. En 1996, l'entreprise Adecco est créée de la fusion d'Adia avec le groupe français Ecco.
En 1987, il achète le Palais Maeterlinck à Nice pour en faire un hôtel haut de gamme et confie à Cyril de La Patellière une partie de la décoration (2005). Il fréquente alors Monte-Carlo.